# Mayisyan
Mayisyan là một đô thị thuộc tỉnh Shirak, Armenia. Dân số ước tính năm 2011 là 1974 người.